# Auriscalpium villipes
Auriscalpium villipes là một loài nấm trong họ họ Auriscalpiaceae của bộ Russulales. Loài nấm này mọc trên cây gỗ chết và được tìm thấy ở Nam Mỹ (Brazil) và Mexico.